# José de Aguilar
José de Aguilar,  (Lima, 7 de agosto de 1652 - Panamá, 20 de febrero de 1708) fue un sacerdote jesuita.
Su familia perteneció a la nobleza, su padre era cercano pariente del gobernador de Charcas Diego Messia. Estudió en el Colegio Real de San Martín y, habiendo decidido hacerse sacerdote jesuita, ingresó al Colegio Máximo de San Pablo de Lima en 1666. Fue ordenado sacerdote en 1685. Como profesor de Artes y Teología ganó prestigio por lo que el Arzobispo Melchor de Liñán y Cisneros lo tomó como consultor y lo nombró examinador sinodal. El Santo Ofico lo nombró Calificador.
Fue nombrado rector y catedrático de prima de Teología en la Universidad San Juan Bautista de Chuquisaca. Regresó a Lima para asumir el rectorado del Colegio Real de San Martín en 1699. Nombrado procurador de la Compañía de Jesús en Roma en 1707, murió en el trayecto a Roma cuando pasaba por Panamá atacado por fiebres malignas. Los manuscritos que llevaba consigo fueron entregados al padre Pérez Ugarte, pero el navío en que los llevaba fue capturado por corsarios ingleses, perdiéndose todos estos en manos de piratas. Sin embargo a su regreso a Lima, Pérez Ugarte encontró los borradores de muchas de las obras perdidas, por lo que pudo publicar parte de los manuscritos confiados a su persona.

## Obras
- Cursus Philosophicus, 3 volúmenes, 1701.
- Tractationes posthumae in primam parten Divi Thomae, 5 volúmenes, 1731.
- Sermones varios, tomos I y II, Bruselas, 1684-1704; tomos III y IV, Sevilla, 1701-1704.
- Sobre el Gran Patriarca San Ignacio de Loyola, Madrid, 1715.